# Kanton Bruyères
Kanton Bruyères (fr. Canton de Bruyères) je francouzský kanton v departementu Vosges v regionu Grand Est. Skládá se z 51 obcí. Před reformou kantonů 2014 ho tvořilo 30 obcí.

## Obce kantonu
od roku 2015:
| - Aydoilles - Badménil-aux-Bois - Bayecourt - Beauménil - Belmont-sur-Buttant - Biffontaine - Bois-de-Champ - Brouvelieures - Bruyères - Champdray - Champ-le-Duc - Charmois-devant-Bruyères - Cheniménil - Destord - Deycimont - Docelles - Domèvre-sur-Durbion | - Domfaing - Dompierre - Fays - Fiménil - Fontenay - Fremifontaine - Girecourt-sur-Durbion - Grandvillers - Gugnécourt - Herpelmont - Jussarupt - Laval-sur-Vologne - Laveline-devant-Bruyères - Laveline-du-Houx - Lépanges-sur-Vologne - Méménil - Mortagne | - La Neuveville-devant-Lépanges - Nonzeville - Padoux - Pallegney - Pierrepont-sur-l'Arentèle - Les Poulières - Prey - Rehaupal - Les Rouges-Eaux - Le Roulier - Sainte-Hélène - Sercœur - Vervezelle - Villoncourt - Viménil - Xamontarupt - Zincourt |

před rokem 2015:
| - Aydoilles - Beauménil - Bruyères - Champ-le-Duc - Charmois-devant-Bruyères - Cheniménil - Destord - Deycimont - Docelles - Dompierre - Fays - Fiménil - Fontenay - Girecourt-sur-Durbion - Grandvillers | - Gugnécourt - Laval-sur-Vologne - Laveline-devant-Bruyères - Laveline-du-Houx - Lépanges-sur-Vologne - Méménil - La Neuveville-devant-Lépanges - Nonzeville - Padoux - Pierrepont-sur-l'Arentèle - Prey - Le Roulier - Sainte-Hélène - Viménil - Xamontarupt |